# Polana flectara
Polana flectara är en insektsart som beskrevs av Delong och Freytag 1972. Polana flectara ingår i släktet Polana och familjen dvärgstritar. Inga underarter finns listade i Catalogue of Life.